# Bargeweg
De Bargeweg is een straat in Brugge.

## Beschrijving
De Katelijnebrug was tot het derde kwart van de 20e eeuw de enige mogelijkheid om de stad Brugge langs de Katelijnestraat te verlaten of binnen te komen. Dat is veranderd door de bouw van een vaste hoge brug over het kanaal naar Gent, die de verbinding maakt tussen de Buiten Gentpoortvest en het Stationsplein en de Koning Albert I-laan. Men heeft bij de bouw van deze brug ook de mogelijkheid aangegrepen om een dubbele verbinding te maken die niet afhankelijk is van de draaibrug: de ene om de hoge brug te verlaten en op de Bargeweg terecht te komen en Brugge binnen te rijden. De tweede is de Bargeweg zelf, die toelaat het Stationsplein en de Koning Albert I-laan te bereiken. Hierdoor kan men Brugge in- en uitrijden, ook als de Katelijnebrug gedraaid is ten behoeve van de scheepvaart.
De Bargeweg loopt langs de gebouwen waar ooit de messagerie gevestigd was die de schepen laadde en loste voor het goederenverkeer per schip tussen Oostende, Brugge en Gent.
De boten die de regelmatige trafieken uitvoerden hadden de naam barge. Ter herinnering aan deze schepen is de weg de Bargeweg genoemd.

## Bargeplein
De aanleg van wat het Kanaaleiland genoemd is, heeft tot gevolg gehad een grote parkeerruimte te creëren, ten behoeve van toerautocars. Tussen de Bargeweg en de voetgangersbrug naar de Katelijnevest en de Begijnenvest, is een ruimte aangelegd waar groepen toeristen hun bezoek aan Brugge kunnen aanvatten of beëindigen. Aangezien deze plek naast de Bargeweg ligt, is ze Bargeplein genoemd.